# Юзефув (Верушовський повіт)
Юзефув (пол. Józefów) — село в Польщі, у гміні Частари Верушовського повіту Лодзинського воєводства.
Населення — 191 особа (2011).
У 1975-1998 роках село належало до Каліського воєводства.

## Демографія
Демографічна структура станом на 31 березня 2011 року:
|          | Загалом | Допрацездатний вік | Працездатний вік | Постпрацездатний вік |
| -------- | ------- | ------------------ | ---------------- | -------------------- |
| Чоловіки | 100     | 15                 | 76               | 9                    |
| Жінки    | 91      | 17                 | 55               | 19                   |
| Разом    | 191     | 32                 | 131              | 28                   |